# Protestos no Quirguistão em 2020
Os protestos de 2020 no Quirguistão começaram em 5 de outubro de 2020 em resposta à eleição parlamentar de 2020 que foi considerada injusta pelos manifestantes. O resultado da eleição foi anulado em 6 de outubro de 2020.

## Antecedentes
O Quirguistão enfrentou duas revoluções durante o início do século XXI: a Revolução das Tulipas em 2005 e a Revolução Quirguiz de 2010. Em agosto de 2020, o presidente do Quirguistão, Sooronbay Jeenbekov, indicou que as eleições parlamentares não seriam adiadas, apesar da pandemia de coronavírus. Durante as eleições, vários partidos foram acusados de comprar votos. Vários jornalistas também relataram que foram assediados ou atacados. Dos partidos que chegaram ao parlamento, apenas o Quirguistão Unido se opõe consistentemente ao governo incumbente liderado por Jeenbekov.
Analistas políticos vincularam os protestos de 2020 a uma divisão socioeconômica do Quirguistão entre o sul agrário e o norte mais desenvolvido. Dos resultados eleitorais iniciais, 100 dos 120 assentos foram ocupados por sulistas que apoiavam Jeenbekov. Durante a presidência de Jeenbekov, o Quirguistão se juntou à União Econômica Eurasiática liderada pela Rússia e fechou o Centro de Transito de Manas que os estadunidenses usavam para a Guerra do Afeganistão.

## Histórico

### 5 de outubro
Os protestos começaram em 5 de outubro de 2020, com uma multidão de mil pessoas, que cresceu para pelo menos 5 mil pessoas à noite em Bishkek (capital do Quirguistão) em protesto contra os resultados e as alegações de compra de votos nas eleições parlamentares. Após o anoitecer, na sequência de uma operação policial para remover os manifestantes da Praça Ala-Too com gás lacrimogêneo e canhões de água, os manifestantes atacaram policiais com pedras e feriram dois deles. O ex-presidente Almazbek Atambayev foi libertado da prisão.

### 6 de outubro
No início da manhã de 6 de outubro de 2020, os manifestantes recuperaram o controle da Praça Ala-Too no centro de Bishkek. Também conseguiram tomar os edifícios da Casa Branca e do Conselho Supremo nas proximidades, atirando papel das janelas e incendiando-os, também entrando nos escritórios do presidente. Um manifestante morreu e 590 outros ficaram feridos.
No dia 6 de outubro, na sequência dos protestos, as autoridades eleitorais do país anularam os resultados das eleições parlamentares. O membro da Comissão Eleitoral Central Gulnara Jurabaeva também revelou que a comissão estava considerando a autodissolução.
Nesse ínterim, grupos de oposição alegaram estar no poder após tomar prédios do governo na capital, nos quais vários governadores de província teriam renunciado. O presidente Sooronbay Jeenbekov declarou  que enfrentava um golpe de Estado, então disse à BBC que estava "pronto para dar a responsabilidade a líderes fortes".
Provavelmente devido à pressão do protesto, o primeiro-ministro Kubatbek Boronov renunciou, citando o deputado Myktybek Abdyldayev como o novo orador.

### 7 de outubro
De acordo com o Ministério da Saúde, nada menos que 768 pessoas feridas durante os protestos foram tratadas por hospitais e clínicas do país na manhã de quarta-feira. De acordo com a Reuters, pelo menos três grupos distintos já tentaram reivindicar a liderança.
Enquanto isso, parlamentares quirguizes iniciaram procedimentos de impeachment contra Jeenbekov, de acordo com um parlamentar do partido de oposição Ata-Meken, Kanybek Imanaliev.

### 9 de outubro
Jeenbekov declarou estado de emergência, ordenando que tropas fossem posicionadas em Bishkek. A declaração impõe um toque de recolher de 12 horas até 21 de outubro. Tiroteios foram ouvidos durante violentos confrontos em Bishkek que eclodiram após a declaração de Jennbekov. Jeenbekov aceitou formalmente a renúncia de Boronov.

### 10 de outubro
As forças especiais do Quirguistão detiveram o ex-presidente Almazbek Atambayev em uma incursão em seu complexo.
O ex-membro do Parlamento Sadyr Japarov, que foi libertado da prisão em 5 de outubro por manifestantes, foi eleito primeiro-ministro interino pelo Parlamento.

### 15 de outubro: Renúncia do presidente
O presidente do país renunciou renunciou ao cargo em 15 de outubro de 2020, após uma onda de protestos tomarem a capital pedindo sua renúncia, alegando fraude nas eleições parlamentares. De acordo com um comunicado da presidência, Jeenbekov disse que não queria entrar para a história do país "como o presidente que provocou um derramamento de sangue ao atirar contra seus concidadãos", e essa foi a razão pelo qual "[eu] decidi renunciar [ao cargo]".